# Johannes Baeßler
Johannes Baeßler (* 3. Mai 1892 in Grasegrund in Schlesien; † 8. November 1944 in Wien) war ein Generalleutnant der deutschen Wehrmacht im Zweiten Weltkrieg. Generalleutnant Erich Baeßler (1890–1957) war sein älterer Bruder.

## Leben
Johannes Baeßler trat am 20. Januar 1914 der Armee des Kaiserreichs bei. Zu diesem Datum wurde er im Infanterie-Regiment 154 zum Leutnant mit Patent vom 22. Juni 1912 ernannt. Ab 26. September 1914 war er im Ersatz-Bataillon des Infanterie-Regiments 14. Am 21. Dezember 1914 wurde er zum Feld-Infanterie-Bataillon 28, kam bereits 8 Tage später als Zugführer in das Reserve-Infanterie-Regiment 272. Nachdem er Ende Juli 1915 in das Ersatz-Bataillon des Infanterie-Regiments 63 gekommen war, wurde er im darauffolgenden Monat Kompanieführer wieder im Reserve-Infanterie-Regiment 272. Vom 10. Juni 1917 bis 19. Juli 1917 und Anfang August 1917 war er zugleich Lehrer beim Offiziers-Aspiranten-Kursus beim Reserve-Infanterie-Regiment 270. Ab Mitte August 1917 war er zum Fahnenjunker-Kursus nach Döberitz kommandiert, Ende des Monats im Ersatz-Bataillon des Infanterie-Regiments 63 und dann ab Anfang Dezember 1917 wieder im Kursus in Döberitz. Zum 22. März 1918 wurde er Kompanieführer im Reserve-Infanterie-Regiment 232. Anfang Juli 1918 kam er zurück in das Ersatz-Bataillon des Infanterie-Regiments 63. Als Adjutant der 82. Reserve-Infanterie-Brigade wurde er ab 25. Juli 1918 eingesetzt. 
Nach dem Krieg war er ab 3. Januar 1919 erst Gerichtsoffizier im Infanterie-Regiment 156 und dann ab 10. Februar 1920 im 16. Infanterie-Regiment 16. Am 12. Dezember 1920 kam er in den Stab des Ausbildungs-Bataillons des Infanterie-Regiments 3 und war vom 26. Oktober 1920 bis 1. Oktober 1921 zugleich kommandiert zur Festungskommandantur Marienburg. Er wurde in die Reichswehr übernommen. Am 1. Oktober 1922 erfolgte seine Kommandierung zur Führergehilfen-Ausbildung im Stab der 1. Division. Als Hauptmann war er am 1. Oktober 1924 zurück im Stab des Ausbildungs-Bataillons des 3. Infanterie-Regiments und kam ab 1. Oktober 1925 zur Führergehilfen-Ausbildung an das Reichswehrministerium. Vom 1. Oktober 1926 bis 1. Januar 1931 war er dort Referent in der Gruppe Flieger und Inspektion der Verkehrstruppen. Anschließend wurde er Kompaniechef in der Kraftfahr-Abteilung 2. Ab 1. September 1933 war er zur Verfügung der Heeresleitung gesetzt und Lehrer bei den Offizierslehrgängen in der geheimen Kriegsakademie. Vom 1. August 1934 an war er als Operationschef (Ia) eingesetzt, bis Mitte Oktober 1935 im Stab der 3. Kavallerie-Division, bis Ende September 1936 im Stab der 1. Panzer-Division und wurde am 1. Januar 1938 Oberst. Bis 1. April 1938 war er noch als Ia im Stab des Kommandos der Panzertruppen und im Generalstab des XVI. Armeekorps. Vom 10. November 1938 bis 1. September 1939 war er Kommandeur des Panzer-Regiments 4, kam dann bis 10. September 1939 kurz in die Führerreserve.
Zu Beginn des Zweiten Weltkriegs diente Baeßler als Chef des Generalstabs des XI. Armeekorps und nahm in dieser Funktion am Überfall auf Polen teil. Er blieb während des Westfeldzuges (1940), des Balkanfeldzuges (1941) und der Operation Barbarossa bis Februar 1942 Chef des Generalstabes des Armeekorps. Am 1. Februar 1942 wurde er Generalmajor und kam in die Führerreserve.
Im April 1942 erhielt er das Kommando über die 9. Panzer-Division, die damals an der Ostfront rund um die Stadt Shchtschigry östlich von Kursk operierte.
Im Juli 1942 war die Division in schwere Kämpfe zur Sicherung der deutschen Nordflanke um Semljansk nordwestlich von Woronesch verwickelt, als Baeßler schwer verwundet wurde und am 27. Juli 1942 abkommandiert werden musste. Bis Mitte November des gleichen Jahres blieb er in der Führerreserve.
Am 16. November 1942 übernahm er für zehn Tage die 14. Panzer-Division, die zu dieser Zeit in die Schlacht um Stalingrad verwickelt war. In dieser Position wurde er erneut verwundet und konnte noch vor der Kapitulation der deutschen Truppen aus der Stadt evakuiert werden. Am 8. Januar 1943 erhielt er das Deutsche Kreuz in Gold. Vom 6. April 1943 bis 19. Juni 1943 war er zum Stab des Oberbefehlshabers West zur Durchführung von Verteidigungsmaßnahmen im Bereich der Luftflotte 3 kommandiert. Anschließend übernahm er bis Ende Juli 1943 die neu aufgestellte Division A. Am 7. Juli 1943 wurde die Division „A“ bereits wieder durch den Wehrkreis VIII in die 242. Infanterie-Division umbenannt, welche Baeßler als Kommandeur übernahm. In dieser Position wurde er am 1. Februar 1944 zum Generalleutnant befördert. Nach der alliierten Landung in Südfrankreich (im Zuge der Operation Dragoon) im August 1944 wurde die Division zerschlagen und am 7. Oktober 1944 aufgelöst. Baeßler wurde schwer verwundet.
An den Folgen der Verwundung starb er am 8. November 1944 im Reservelazarett Wien.